# Thomas O'Rourke
Thomas O'Rourke (nascido em 24 de dezembro de 1934) é um ex-ciclista olímpico estadunidense. Representou sua nação nos Jogos Olímpicos de Verão de 1952.